# Mount Massive
Der Mount Massive ist mit 4.395,4 m bzw. 14.421 Fuß der zweithöchste Berg in Colorado und einer der 54 „Fourteeners“ in den Rocky Mountains auf dem Gebiet des US-Bundesstaates Colorado. Er liegt in der Bergkette Sawatch Range im Lake County etwa 28 Kilometer östlich von Aspen. Der Mount Massive liegt ganz im San Isabel National Forest und im Mount Massive Wilderness. 

## Tourismus
Der Mount Massive ist ein beliebtes Ziel für Wanderer, besonders auf der Osthang-Route.